# Hetepheres (principessa)
Hetepheres (o Hetepheres A) (fl. XXVI secolo a.C.) è stata una principessa egizia della IV dinastia, sposa del fratellastro Ankhhaf.
Il nome in lingua egizia era:
|             |        |   |
| \| \| \| \| |        |   |
|             |        |   |
| Htp · t · p | Hr · r | s |

| Htp · t · p | Hr · r | s |

|             |        |   |
| \| \| \| \| |        |   |
|             |        |   |
| Htp · t · p | Hr · r | s |

| Htp · t · p | Hr · r | s |

ḥtp ḥr=s ("il suo viso è pacifico")

## Biografia
Hetepheres fu figlia del faraone Snefru (ca. 2613 a.C. - 2589 a.C.) e della regina Hetepheres I. Sorella di Cheope, che divenne faraone alla morte di Snefru, Hetepheres andò in sposa al fratellastro Ankhhaf, più giovane di lei di qualche anno, che arrivò al titolo di visir.

Hetepheres e il principe Ankhhaf ebbero una figlia, il cui nome non è giunto fino a noi, ma che fu madre di un sacerdote di Cheope di nome Akhtef.
Hetepheres, che ebbe i titoli di figlia maggiore del re-del Suo corpo, Colei che Egli ama (sat nswt n khtf smst mrt.f) e sacerdotessa di Snefru (hmt-nTr Snfrw), è rappresentata nella tomba di Ankhhaf a Giza (G 7510).

## Tomba
La tomba di Ankhhaf, sposo di Hetepheres, è la mastaba G 7510 nella necropoli di Giza, in cui sussistono rappresentazioni della stessa Hetepheres e del già menzionato nipote Akhtef. Nella mastaba non esistono però sepolture recanti il nome della principessa, ed è quindi possibile che essa sia morta prima del completamento della tomba e quindi sepolta altrove.